# Goniolimon
Genre
Classification GRIN
Goniolimon est un genre de plantes à fleurs de la famille des Plumbaginaceae.

## Description

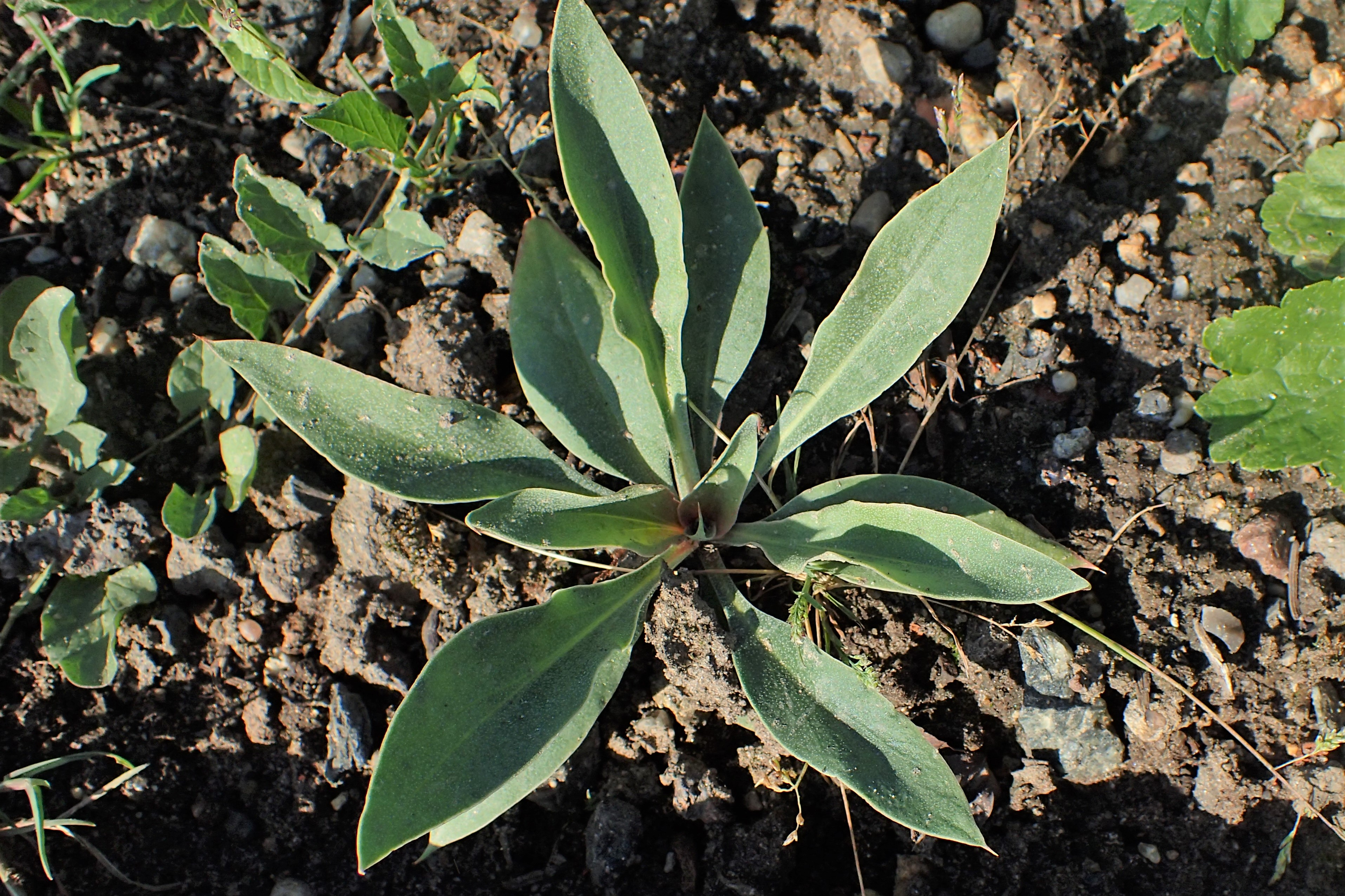
Rosette de Goniolimon tataricum.

Ce sont des plantes herbacées vivaces. Le caudex est épaissi, plus ou moins ligneux, les tiges sont généralement nombreuses, poussant à partir d'une couronne près du sol. Les feuilles sont regroupées sur le caudex ou à l'apex des branches du caudex, en rosette.

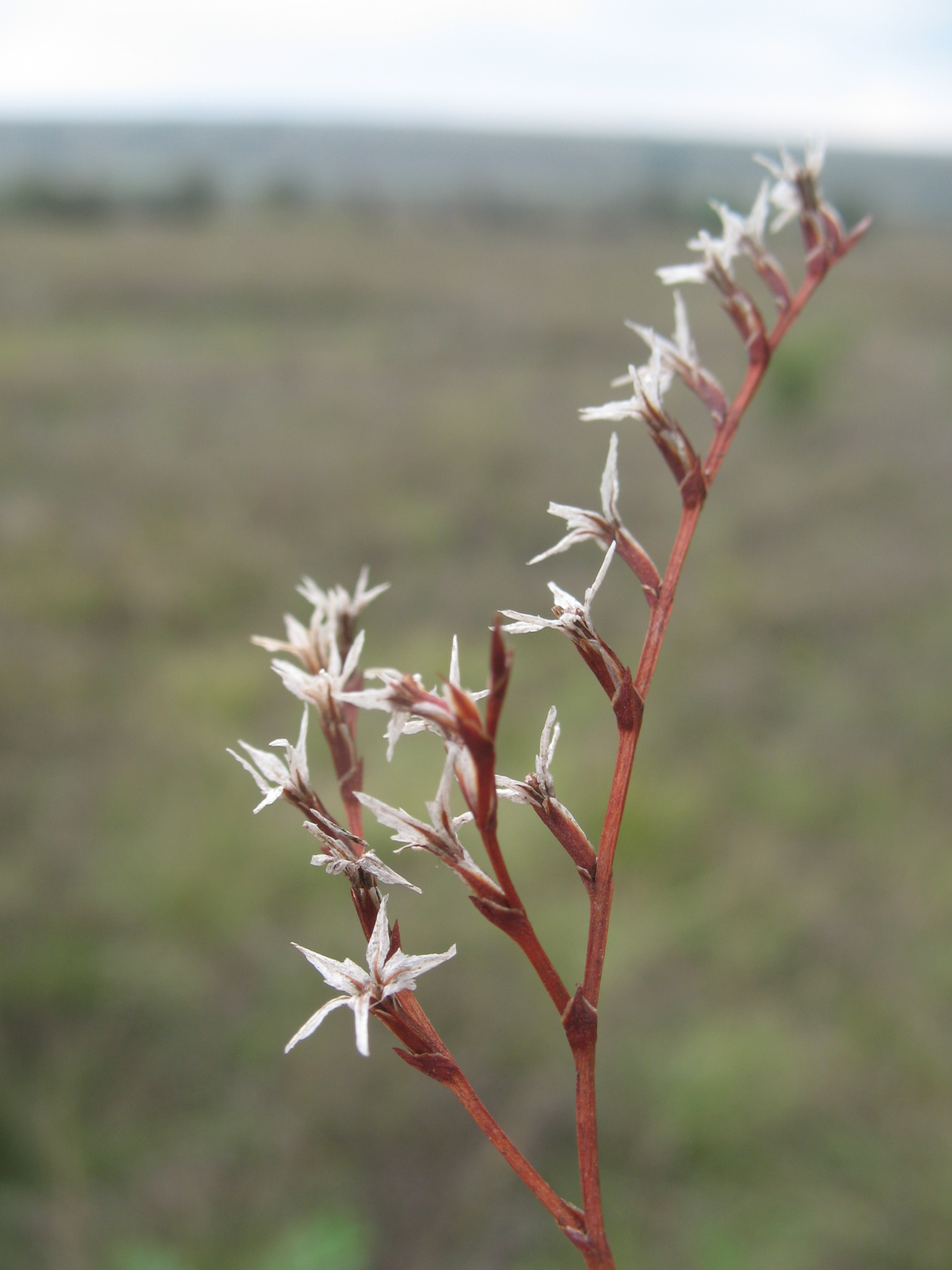
Inflorescence de Goniolimon graminifolium.

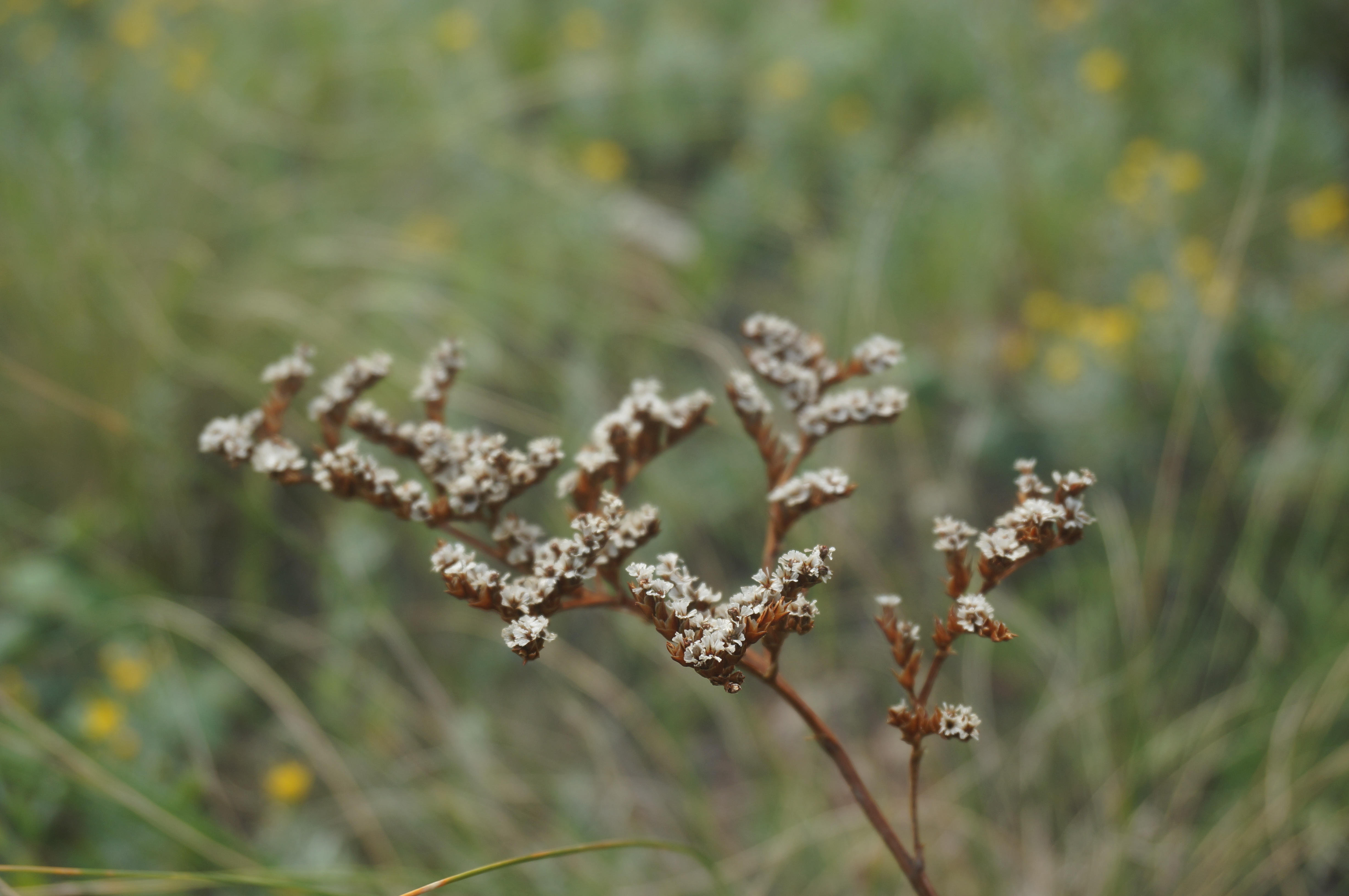
Inflorescence de Goniolimon elatum.

Les inflorescences sont généralement par une ou deux à partir de la rosette, axillaires, une à trois fois ramifiées ; les épis, sur la partie apicale ou à l'apex des branches du rachis, sont composés de 2 à 13 (ou plus) épillets disposés distiquement, contenant chacun entre deux et cinq fleurs. Les bractées, dont la première bractée, ont une marge membraneuse plus large que les parties herbacées, l'apex rigidement et épaissement cuspidé ; la première bractée est plus courte que les autres bractées. Le calice est infundibuliforme ; le tube est droit ou basalement oblique, indistinctement herbacé le long des côtes, scarieux entre les côtes ; le limbe est blanc, membraneux sec, élargi, apicalement à cinq ou dix lobes. La corolle est fusionnée à la base, libre et étendue à l'extrémité. Les étamines sont adnées à la base de la corolle. L'ovaire est oblong à ovoïde-oblong, l'apex aigu. Il y a cinq styles, libres, la moitié basale papillaire ; les stigmates sont déprimés capitonnés. Les fruits sont des capsules oblongues à ovoïdes-oblongues.

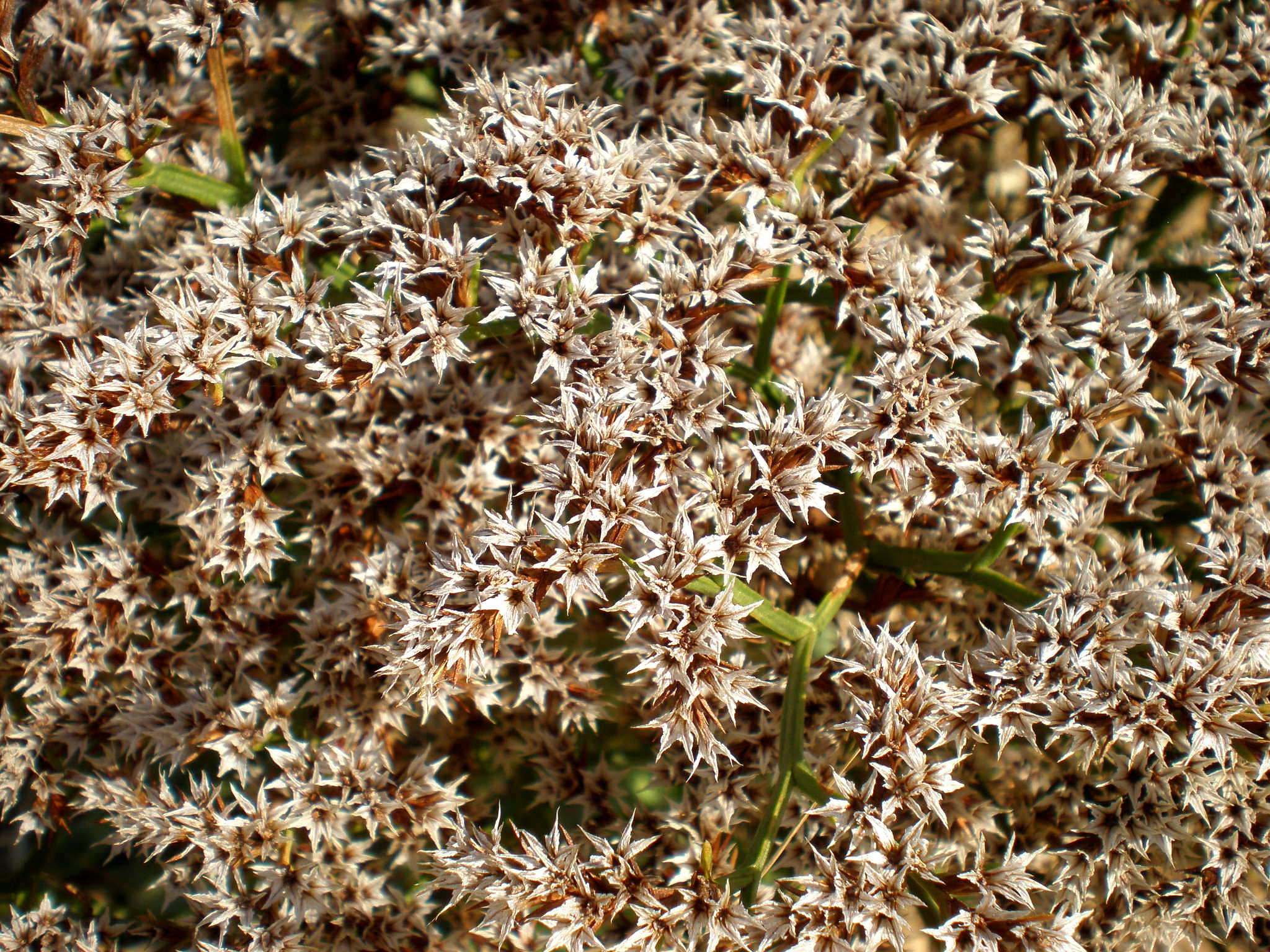
Fleurs de Goniolimon incanum.

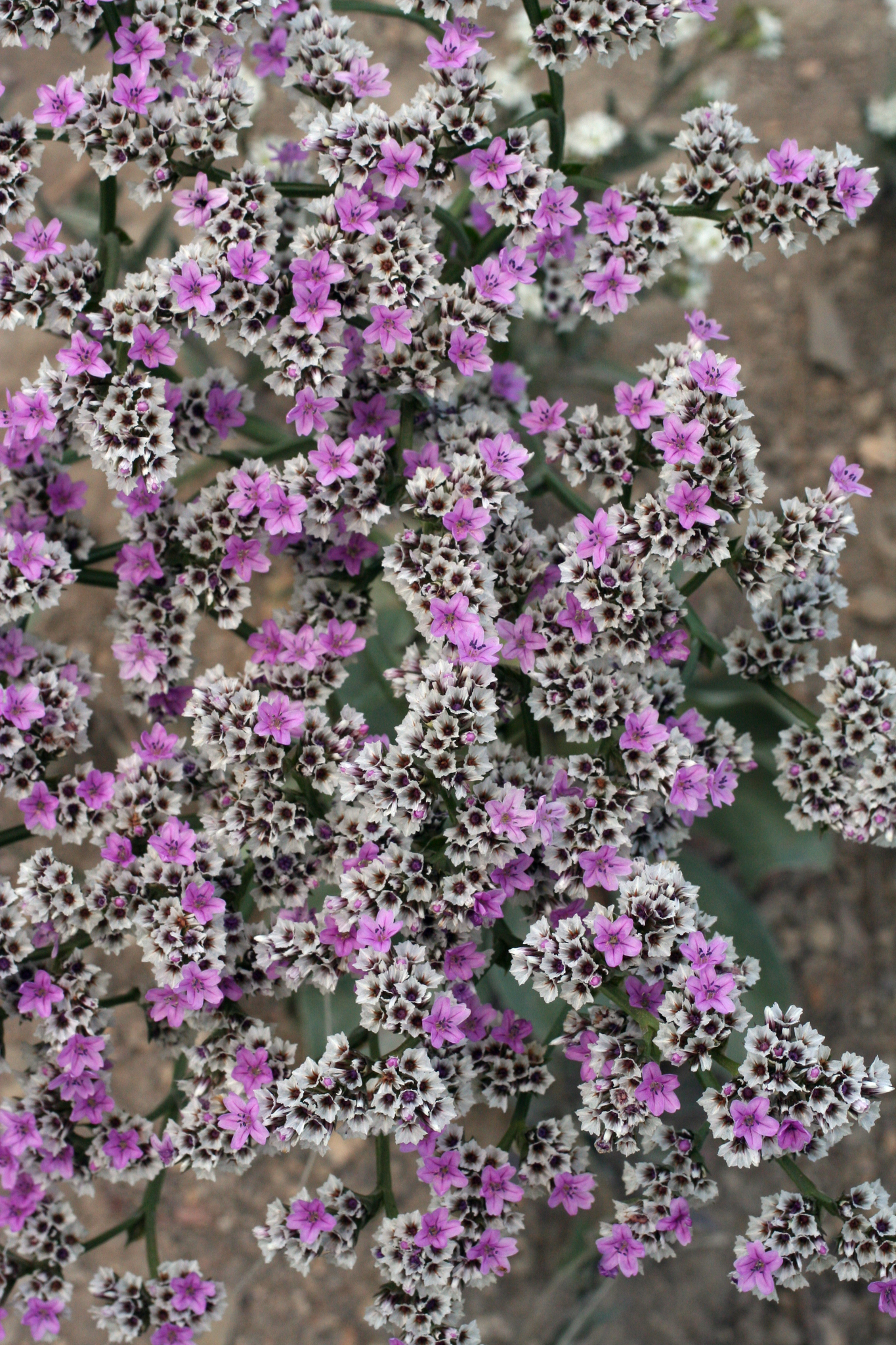
Fleurs de Goniolimon speciosum.

## Répartition
Ce genre regroupe une vingtaine d'espèces et est présent en Europe du Sud et de l'Est, au Maghreb, en Asie centrale et du Nord, ainsi qu'en Australie. Trois espèces sont présentes en France métropolitaine : Goniolimon collinum (Griseb.) Boiss., 1848 - le Goniolimon des collines ou la Statice des collines, Goniolimon incanum (L.) Hepper, 1988 - le Goniolimon blanchi, Goniolimon blanc, la Statice blanchie ou la Statice blanche et Goniolimon italicum Tammaro, Pinatti & Frizzi ; quatre en Chine : Goniolimon callicomum (C. A. Meyer) Boissier, Goniolimon dschungaricum (Regel) O. & B. Fedtschenko, Goniolimon eximium (Schrenk) Boissier et Goniolimon speciosum (Linnaeus) Boissier.

## Systématique
Le nom correct complet (avec auteur) de ce taxon est Goniolimon Boiss., validement publié en 1848 par le botaniste suisse Edmond Boissier, dans l'ouvrage de son collègue compatriote Augustin Pyramus de Candolle. Aucune espèce type n'a été désignée. Goniolimon a pour synonyme Muellerolimon Lincz., 1982.

## Liste des espèces
Selon Plants of the World online (POWO) (13 novembre 2023) :

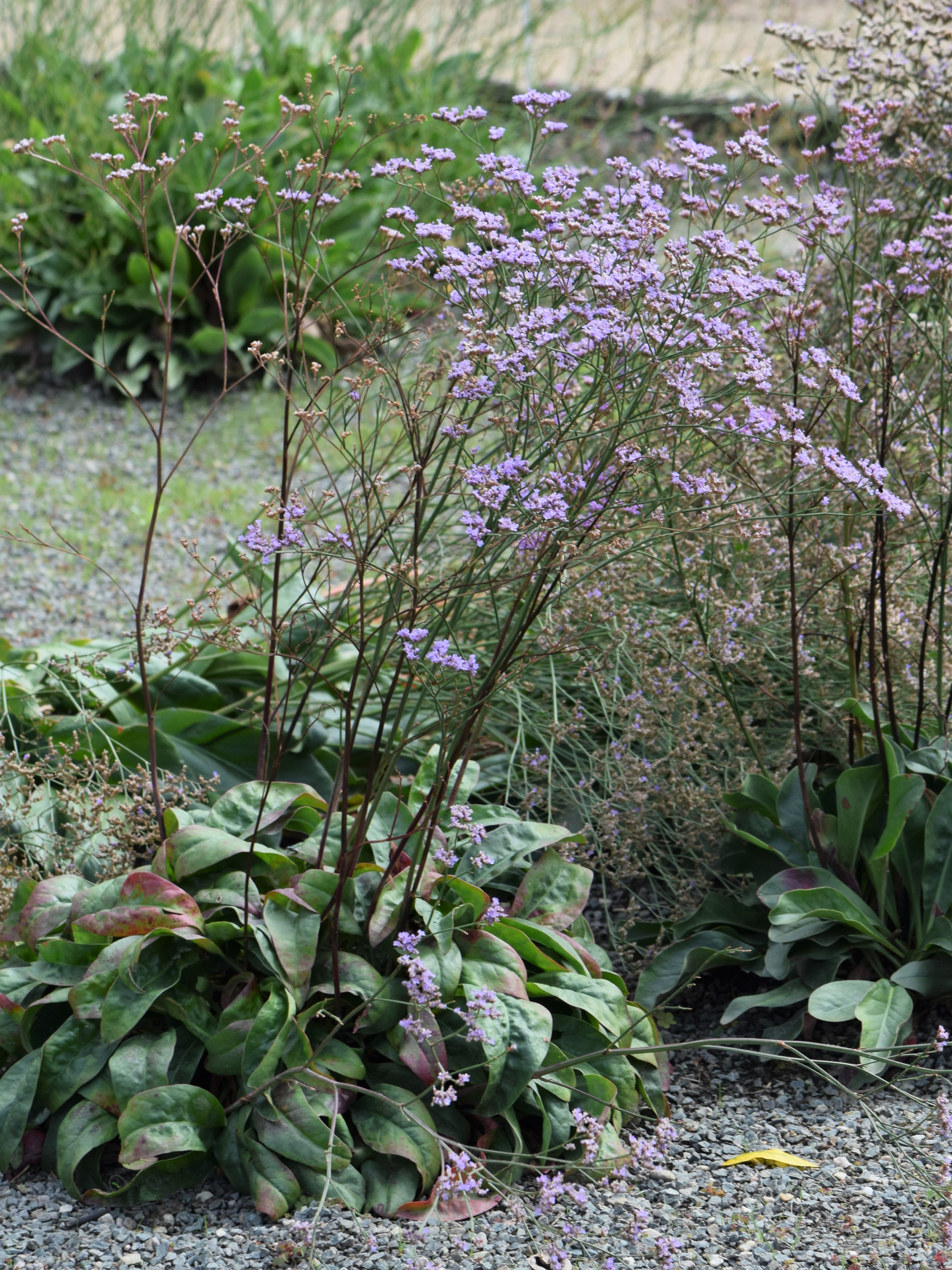
Goniolimon eximium en plante ornementale.

- Goniolimon africanum Buzurović, Bogdanović & Brullo
- Goniolimon besserianum (Schult. ex Rchb.) Kusn.
- Goniolimon callicomum (C.A.Mey.) Boiss.
- Goniolimon caucasicum Klokov
- Goniolimon cuspidatum Gamajun.
- Goniolimon dalmaticum (C.Presl) Rchb.
- Goniolimon dshungaricum (Regel) O.Fedtsch. & B.Fedtsch.
- Goniolimon elatum (Fisch. ex Spreng.) Boiss.
- Goniolimon eximium (Schrenk) Boiss.
- Goniolimon graminifolium (Aiton) Boiss.
- Goniolimon heldreichii Halácsy
- Goniolimon incanum (L.) Hepper
- Goniolimon krylovii A.V.Grebenjuk
- Goniolimon orthocladum Rupr.
- Goniolimon rubellum (S.G.Gmel.) Klokov
- Goniolimon salicorniaceum (F.Muell.) Christenh. & Byng
- Goniolimon sartorii Boiss.
- Goniolimon sewerzowii Herder
- Goniolimon speciosum (L.) Boiss.
- Goniolimon tataricum (L.) Boiss.
- Goniolimon tauricum Klokov